# Olga Zaferson
Olga Zaferson (Juliaca, 1941) es una diseñadora de atuendos típicos y promotora de moda étnica del Perú, considerada como una de las mayores exponentes del diseño étnico peruano y galardonada por su trabajo y apoyo a la recuperación de las técnicas tradicionales del telar de cintura.

## Biografía
Olga Zaferson Aranzaens nació el 12 de noviembre de 1941 en Juliaca; su padre fue juliaqueño y su madre puneña. La danza marco su identidad y desarrollo profesional, “a la edad de 12 o 13 años, solía “colarme” en alguno de los grupos y bailaba con ellos hasta que les “agarraba el pasito”, para luego irme a otro grupo y continuar aprendiendo” manifiesta ella.

### Formación profesional
Autodidactica, artesana, folklorista llevó a cabo investigaciones en la región Puno en la isla de Taquile, en comunidades amazónicas machiguengas del río Urubamba, en Parobamba - Cusco y en el norte del Perú, cumpliendo con la tarea de recuperar técnicas de nudos, bordados, iconografías y telares tradicionales.
En los años 1970 se caracterizó por varias referencias de vestimenta étnica, campesina, folclórica, dentro de los círculos de la moda de la época, Olga Zaferson defendió en las pasarelas que orgullosamente llamó "moda étnica", los cuales permiten al público preguntar sobre la multitud de cultura étnicas en el Perú, colocando su destreza tecnológica y creativa en un foco principal, con un rico patrimonio textil de las técnicas de tejidos y bordados.

## Diseño étnico peruano
Las exposiciones de vestimenta con iconografías peruanas han sido elogiadas en nuestro país como en ciudades de Cuba, Argentina y Suiza. Sobre su propuesta ella afirma: “Incluir en los códigos del diseño corrientes temas sociales, artísticos y políticos de acuerdo al tiempo y su ética, son en la actualidad elementos que el diseñador de moda que se jacte de tener imaginación debe cultivar. Los indicadores sociales, lo ecológico y situaciones del mundo que nos rodea son indicios que nos hacen olfatear lo que vendrá. Crear una moda con identidad nacional es una tendencia que se reafirma cada día”
Olga Zaferzon considera que la prenda prehispánica vigente en toda la nación peruana es el anaco que aún se le puede observar bajo diferentes nombres como referencias: cushma en la selva, cotón o kutuncha en el centro, orco en Moquegua. En Lima, se puede observar su uso por las mujeres de Tupe en la provincia de Yauyos. Este es el traje que debería representarnos y no la pollera como muchos creen. Otra prenda que se niega a desaparecer es la faja, el "chumpi" es una prenda tan fuerte que ni la muerte la separa de quien la porta. El hombre andino lleva una faja en todo el ciclo vital, cuando nace es fajado. A lo largo de su vida la lleva puesta y es enterrado con una faja. Durante el virreinato prohibieron su uso y en la rebelión de Túpac Amaru II los insurgentes la llevaban bajo la ropa. Es una prenda mágica pues es llevada sobre el plexo solar, ya que para el hombre del ande la fuerza está en el ombligo o puputi. Hay miles de trajes peruanos, son tantos… Si alguna vez deciden hacer el Museo del Traje Peruano no alcanzarían en un local.
Dirigió la primera muestra del taller de diseño de moda étnica de la Alianza Francesa en Miraflores donde se muestran como resultados la abstracción plásticas de los conceptos prehispánicos vestimentas a cargo de las alumnas del mencionado taller